# كفر عجيبة
قرية كفر عجيبة هي إحدى القرى التابعة لمركز ههيا في محافظة الشرقية في جمهورية مصر العربية. حسب إحصاءات سنة 2006، بلغ إجمالي السكان في كفر عجيبة 3147 نسمة، منهم 1599 رجل و1548 امرأة.